# Sistema cristalino

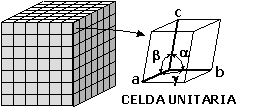
Celda unitaria

Un sólido cristalino se construye a partir de la repetición en el espacio de una estructura elemental paralelepipédica denominada celda unitaria. Los siete sistemas de cristal son triclínico, monoclínico, ortorrómbico, tetragonal,trigonal, hexagonal y cúbico. Informalmente, dos cristales están en el mismo sistema cristalino si tienen simetrías similares (aunque hay muchas excepciones).
En función de los parámetros de red, es decir, de las longitudes de los lados o ejes del paralelepípedo elemental y de los ángulos que forman, se distinguen siete sistemas cristalinos:
| Sistema cristalino       | Ejes      | Ángulos entre ejes      |
| ------------------------ | --------- | ----------------------- |
| Cúbico                   | a = b = c | α = β = γ = 90°         |
| Tetragonal               | a = b ≠ c | α = β = γ = 90°         |
| Ortorrómbico (o Rómbico) | a ≠ b ≠ c | α = β = γ = 90°         |
| Hexagonal                | a = b ≠ c | α = β = 90°; γ = 120°   |
| Trigonal (o Romboédrico) | a = b = c | α = β = γ ≠ 90°         |
| Monoclínico              | a ≠ b ≠ c | α = γ = 90°; β ≠ 90°    |
| Triclínico               | a ≠ b ≠ c | α ≠ β ≠ γ α, β, γ ≠ 90° |

En función de las posibles localizaciones de los átomos en la celda unitaria se establecen 14 estructuras cristalinas básicas, las denominadas redes de Bravais.

## Clasificaciones
Los cristales se pueden clasificar de tres maneras: sistemas de cristales, familias de cristales y sistemas de entramado. Éstos utilizan grupo espacial, redes y grupo puntual. Las distintas clasificaciones se confunden a menudo: en particular, el sistema cristalino trigonal se confunde a menudo con el sistema de red romboédrica, y el término "sistema cristalino" se utiliza a veces para referirse a uno de los otros.
Los espacios con menos de tres dimensiones tienen el mismo número de sistemas de cristales, familias de cristales y sistemas de red. En un espacio unidimensional, hay un sistema de cristales. En el espacio 2D, hay cuatro sistemas de cristales: oblicuo, rectangular, cuadrado y hexagonal.

### Familia de cristales
Una familia de cristales está determinada por las redes y los grupos de puntos. Se forma combinando sistemas cristalinos que tienen grupos espaciales asignados a un sistema de red común. En tres dimensiones, las familias y los sistemas de cristales son idénticos, excepto los sistemas de cristales hexagonales y trigonales, que se combinan en una familia de cristales hexagonales. Las seis familias de cristales son triclínica, monoclínica, ortorrómbica, tetragonal, hexagonal y cúbica.

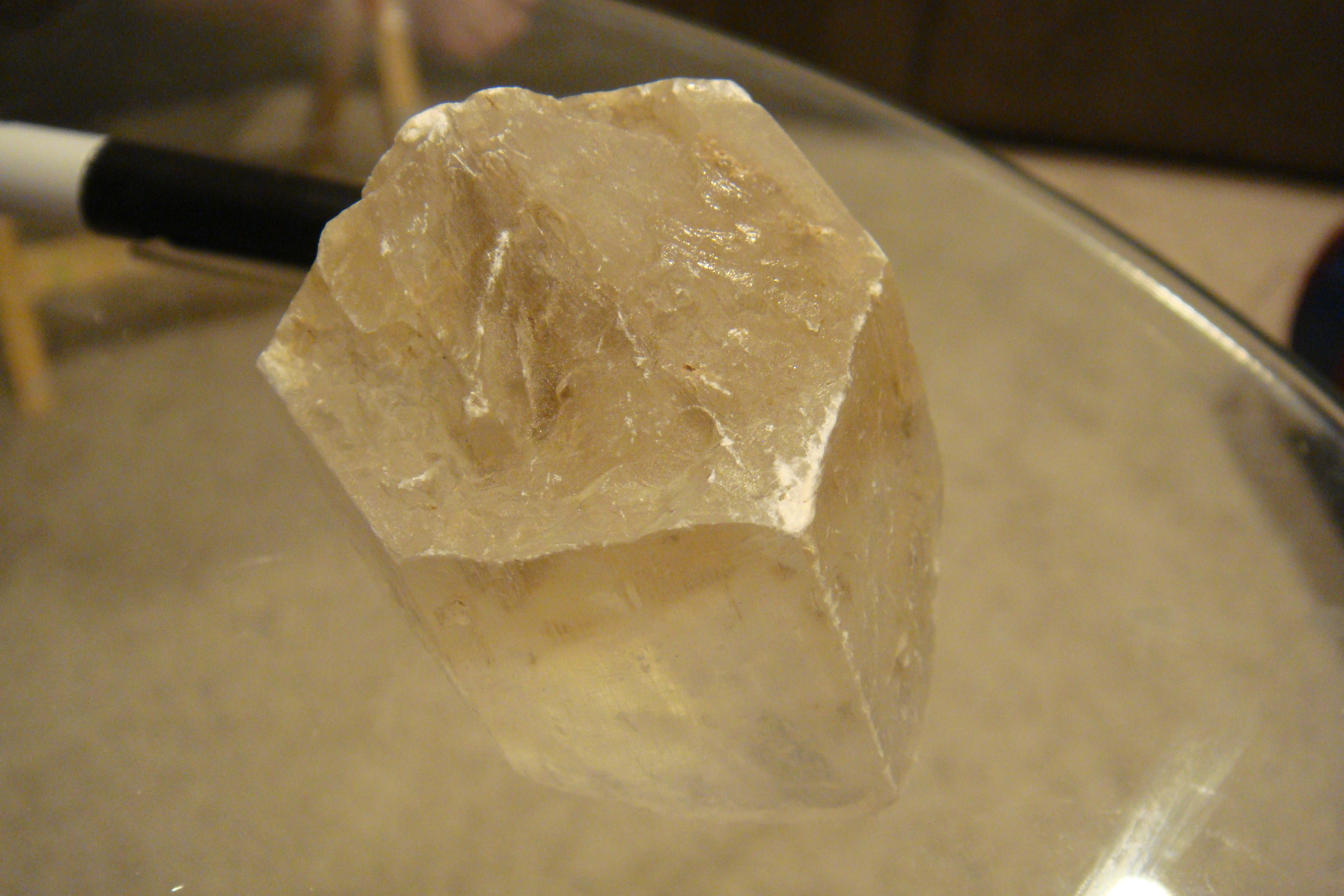
Cristal hexagonal de hanksita, con simetría en el eje c

### Sistema de red cristalina
Un sistema de red cristalina es un grupo de redes cristalinas con el mismo conjunto de grupos de puntos, que son subgrupos del clases aritméticas de cristales. Los grupos espaciales y los cristales se clasifican como sistemas reticulares según sus redes de Bravais. Los 14 entramados de Bravais se agrupan en siete sistemas de entramado: triclínico, monoclínico, ortorrómbico, tetragonal, romboédrico, hexagonal y cúbico.
Cinco de los sistemas cristalinos son esencialmente iguales a cinco de los sistemas de red, mientras que los sistemas cristalinos hexagonales y trigonales son diferentes. 
La mayoría de los grupos de puntos se asignan a un único sistema de red, en cuyo caso tanto el cristal como el sistema de red tienen el mismo nombre. Sin embargo, cinco grupos de puntos se asignan a dos sistemas de red, el romboédrico y el hexagonal, porque ambos presentan una triple simetría rotacional. Estos grupos de puntos se asignan al sistema cristalino trigonal. 
La relación entre las familias de cristales tridimensionales, los sistemas de cristales y los sistemas de red se muestra en la siguiente tabla:
| Familia de cristales          | Sistema de cristales | Simetrías requeridas del grupo de puntos                                 | Grupos de puntos | Grupo espacial | Redes de Bravais | Sistema de red |
| ----------------------------- | -------------------- | ------------------------------------------------------------------------ | ---------------- | -------------- | ---------------- | -------------- |
| Triclínico                    | Triclínico           | Ninguno                                                                  | 2                | 2              | 1                | Triclínico     |
| Monoclínico                   | Monoclínico          | 1 doble eje de rotación o 1 plano de espejo                              | 3                | 13             | 2                | Monoclínico    |
| Ortorrómbico                  | Ortorrómbico         | 3 ejes de rotación dobles o 1 eje de rotación doble y 2 planos de espejo | 3                | 59             | 4                | Ortorrómbico   |
| Sistema cristalino tetragonal | Tetragonal           | 1 eje de rotación cuádruple                                              | 7                | 68             | 2                | Tetragonal     |
| Hexagonal                     | Trigonal             | 1 eje de rotación triple                                                 | 5                | 7              | 1                | Romboedro      |
| Hexagonal                     | Trigonal             | 1 eje de rotación triple                                                 | 5                | 18             | 1                | Hexagonal      |
| Hexagonal                     | Hexagonal            | 1 eje de rotación séxtuple                                               | 7                | 27             | 1                | Hexagonal      |
| Cúbico                        | Cúbico               | 4 ejes triples de rotación                                               | 5                | 36             | 3                | Cúbico         |
| 6                             | 7                    | Total                                                                    | 32               | 230            | 14               | 7              |

Nota: no existe un sistema de entramado "trigonal". Para evitar la confusión de la terminología, el término "celosía trigonal" no se utiliza.

## Elementos de simetría
El tipo de sistema normal cristalino depende de la disposición simétrica y repetitiva de las caras que forman el cristal. Dicha disposición es consecuencia del ordenamiento interno de sus átomos y, por lo tanto, característico de cada mineral. Las caras se dispondrán según los elementos de simetría que tenga ese sistema, siendo uno de ellos característico de cada uno de los siete sistemas:
| Sistema cristalino       | Elementos característicos                     |
| ------------------------ | --------------------------------------------- |
| Cúbico                   | Cuatro ejes ternarios                         |
| Tetragonal               | Un eje cuaternario (o binario derivado)       |
| Ortorrómbico             | Tres ejes binarios o tres planos de simetría  |
| Hexagonal                | Un eje senario (o ternario derivado)          |
| Trigonal (o Romboédrica) | Un eje ternario                               |
| Monoclínico              | Un eje binario o un plano de simetría         |
| Triclínico               | Un centro de simetría o bien ninguna simetría |

## Tipos

Cúbico
Tetragonal
Ortorrómbico
Hexagonal
Romboédrico
Monoclínico
Triclínico

## En otras dimensiones

### Espacio bidimensional
El espacio bidimensional tiene el mismo número de sistemas de cristal, familias de cristal y sistemas de celosía. En el espacio 2D, hay cuatro sistemas de cristal: oblicuo, rectangular, cuadrado y hexagonal.

### Espacio de cuatro dimensiones
‌La celda unitaria de cuatro dimensiones se define por cuatro longitudes de borde (a, b, c, d) ay seis ángulos interaxiales (α, β, γ, δ, ε, ζ). Las siguientes condiciones para los parámetros de la red definen 23 familias de cristales
| N.º | Familia                              | Longitudes de borde | Ángulos interaxiales                                       |
| --- | ------------------------------------ | ------------------- | ---------------------------------------------------------- |
| 1   | Hexaclínico                          | a ≠ b ≠ c ≠ d       | α ≠ β ≠ γ ≠ δ ≠ ε ≠ ζ ≠ 90°                                |
| 2   | Triclínico                           | a ≠ b ≠ c ≠ d       | α ≠ β ≠ γ ≠ 90° δ = ε = ζ = 90°                            |
| 3   | Diclínico                            | a ≠ b ≠ c ≠ d       | α ≠ 90° β = γ = δ = ε = 90° ζ ≠ 90°                        |
| 4   | Monoclínico                          | a ≠ b ≠ c ≠ d       | α ≠ 90° β = γ = δ = ε = ζ = 90°                            |
| 5   | Ortogonal                            | a ≠ b ≠ c ≠ d       | α = β = γ = δ = ε = ζ = 90°                                |
| 6   | Monoclínico tetragonal               | a ≠ b = c ≠ d       | α ≠ 90° β = γ = δ = ε = ζ = 90°                            |
| 7   | Monoclínico hexagonal                | a ≠ b = c ≠ d       | α ≠ 90° β = γ = δ = ε = 90° ζ = 120°                       |
| 8   | Diclínico ditetragonal               | a = d ≠ b = c       | α = ζ = 90° β = ε ≠ 90° γ ≠ 90° δ = 180° − γ               |
| 9   | Diclínico ditrigonal (dihexagonal)   | a = d ≠ b = c       | α = ζ = 120° β = ε ≠ 90° γ ≠ δ ≠ 90° cos δ = cos β − cos γ |
| 10  | Ortogonal tetragonal                 | a ≠ b = c ≠ d       | α = β = γ = δ = ε = ζ = 90°                                |
| 11  | Ortogonal hexagonal                  | a ≠ b = c ≠ d       | α = β = γ = δ = ε = 90°, ζ = 120°                          |
| 12  | Monoclínico ditetragonal             | a = d ≠ b = c       | α = γ = δ = ζ = 90° β = ε ≠ 90°                            |
| 13  | Ditrigonal (dihexagonal) monoclínico | a = d ≠ b = c       | α = ζ = 120° β = ε ≠ 90° γ = δ ≠ 90° cos γ = −12cos β      |
| 14  | Ditetragonal ortogonal               | a = d ≠ b = c       | α = β = γ = δ = ε = ζ = 90°                                |
| 15  | Tetragonal hexagonal                 | a = d ≠ b = c       | α = β = γ = δ = ε = 90° ζ = 120°                           |
| 16  | Dihexagonal ortogonal                | a = d ≠ b = c       | α = ζ = 120° β = γ = δ = ε = 90°                           |
| 17  | Cúbico ortogonal                     | a = b = c ≠ d       | α = β = γ = δ = ε = ζ = 90°                                |
| 18  | Octagonal                            | a = b = c = d       | α = γ = ζ ≠ 90° β = ε = 90° δ = 180° − α                   |
| 19  | Decagonal                            | a = b = c = d       | α = γ = ζ ≠ β = δ = ε cos β = −12 − cos α                  |
| 20  | Dodecagonal                          | a = b = c = d       | α = ζ = 90° β = ε = 120° γ = δ ≠ 90°                       |
| 21  | Diisohexagonal ortogonal             | a = b = c = d       | α = ζ = 120° β = γ = δ = ε = 90°                           |
| 22  | Icosagonal (icosaedro)               | a = b = c = d       | α = β = γ = δ = ε = ζ cos α = −14                          |
| 23  | Hipercúbico                          | a = b = c = d       | α = β = γ = δ = ε = ζ = 90°                                |

Los nombres aquí se dan según Whittaker. Son casi los mismos que en Brown et al, con excepción de los nombres de las familias de cristales 9, 13 y 22. Los nombres de estas tres familias según Brown et al se dan entre paréntesis.
La relación entre las familias de cristales cuatridimensionales, los sistemas cristalinos y los sistemas reticulares se muestra en la siguiente tabla. Los sistemas enantiomórficos están marcados con un asterisco. El número de pares enantiomórficos se da entre paréntesis. Aquí, el término "enantiomórfico" tiene un significado diferente al de la tabla para las clases de cristales tridimensionales. Esto último significa que los grupos puntuales enantiomórficos describen estructuras quirales (enantiomórficas). En la tabla actual, "enantiomórfico" significa que un grupo en sí mismo (considerado como un objeto geométrico) es enantiomórfico, como pares enantiomórficos de grupos espaciales tridimensionales P31 y P32, P4122 y P4322. A partir del espacio de cuatro dimensiones, los grupos puntuales también pueden ser enantiomórficos en este sentido.
| N.º de familia cristalina | Familia de cristal        | Sistema de cristal                | N.º de sistema de cristal de | Grupos de puntos | Grupos espaciales | Redes de Bravais | Sistema de celosía                  |
| ------------------------- | ------------------------- | --------------------------------- | ---------------------------- | ---------------- | ----------------- | ---------------- | ----------------------------------- |
| I                         | Hexaclínico               | Hexaclínico                       | 1                            | 2                | 2                 | 1                | P hexaclínico                       |
| II                        | Triclínico                | Triclínico                        | 2                            | 3                | 13                | 2                | P, S triclínico                     |
| III                       | Diclínico                 | Diclínico                         | 3                            | 2                | 12                | 3                | P, S, D diclínico                   |
| IV                        | Monoclínico               | Monoclínico                       | 4                            | 4                | 207               | 6                | P, S, S, I, D, F monoclínico        |
| V                         | Ortogonal                 | Ortogonal no axial                | 5                            | 2                | 2                 | 1                | Ortogonal KU                        |
| V                         | Ortogonal                 | Ortogonal no axial                | 5                            | 2                | 112               | 8                | Ortogonal P, S, I, Z, D, F, G, U    |
| V                         | Ortogonal                 | Ortogonal axial                   | 6                            | 3                | 887               | 8                | Ortogonal P, S, I, Z, D, F, G, U    |
| VI                        | Monoclínico tetragonal    | Monoclínico tetragonal            | 7                            | 7                | 88                | 2                | Tetragonal monoclínico P, I         |
| VII                       | Hexagonal monoclínico     | Trigonal monoclínico              | 8                            | 5                | 9                 | 1                | Hexagonal monoclínico R             |
| VII                       | Hexagonal monoclínico     | Trigonal monoclínico              | 8                            | 5                | 15                | 1                | Hexagonal monoclínico P             |
| VII                       | Hexagonal monoclínico     | Hexagonal monoclínico             | 9                            | 7                | 25                | 1                | Hexagonal monoclínico P             |
| VIII                      | Diclínico ditetragonal*   | Diclínico ditetragonal*           | 10                           | 1 (+1)           | 1 (+1)            | 1 (+1)           | Diclínico ditetragonal P*           |
| IX                        | Diclínico ditetragonal*   | Diclínico ditetragonal*           | 11                           | 2 (+2)           | 2 (+2)            | 1 (+1)           | Diclínico ditrigonal P*             |
| X                         | Ortogonal tetragonal      | Ortogonal tetragonal inversa      | 12                           | 5                | 7                 | 1                | Ortogonal tetragonal KG             |
| X                         | Ortogonal tetragonal      | Ortogonal tetragonal inversa      | 12                           | 5                | 351               | 5                | Ortogonal tetragonal P, S, I, Z, G  |
| X                         | Ortogonal tetragonal      | Ortogonal tetragonal propia       | 13                           | 10               | 1312              | 5                | Ortogonal tetragonal P, S, I, Z, G  |
| XI                        | Ortogonal hexagonal       | Ortogonal trigonal                | 14                           | 10               | 81                | 2                | Ortogonal hexagonal R, RS           |
| XI                        | Ortogonal hexagonal       | Ortogonal trigonal                | 14                           | 10               | 150               | 2                | Ortogonal hexagonal P, S            |
| XI                        | Ortogonal hexagonal       | Ortogonal hexagonal               | 15                           | 12               | 240               | 2                | Ortogonal hexagonal P, S            |
| XII                       | Monoclínico ditetragonal* | Monoclínico ditetragonal*         | 16                           | 1 (+1)           | 6 (+6)            | 3 (+3)           | Monoclínico ditetragonal P*, S*, D* |
| XIII                      | Monoclínico ditrigonal*   | Monoclínico ditrigonal*           | 17                           | 2 (+2)           | 5 (+5)            | 2 (+2)           | Monoclínico ditrigonal P*, RR*      |
| XIV                       | Ditetragonal ortogonal    | Cripto-ditetragonal ortogonal     | 18                           | 5                | 10                | 1                | Ditetragonal ortogonal D            |
| XIV                       | Ditetragonal ortogonal    | Cripto-ditetragonal ortogonal     | 18                           | 5                | 165 (+2)          | 2                | Ditetragonal ortogonal P, Z         |
| XIV                       | Ditetragonal ortogonal    | Ditetragonal ortogonal            | 19                           | 6                | 127               | 2                | Ditetragonal ortogonal P, Z         |
| XV                        | Hexagonal tetragonal      | Hexagonal tetragonal              | 20                           | 22               | 108               | 1                | Hexagonal tetragonal P              |
| XVI                       | Dihexagonal ortogonal     | Cripto-ditrigonal ortogonal*      | 21                           | 4 (+4)           | 5 (+5)            | 1 (+1)           | Dihexagonal ortogonal G*            |
| XVI                       | Dihexagonal ortogonal     | Cripto-ditrigonal ortogonal*      | 21                           | 4 (+4)           | 5 (+5)            | 1                | Dihexagonal ortogonal P             |
| XVI                       | Dihexagonal ortogonal     | Dihexagonal ortogonal             | 23                           | 11               | 20                | 1                | Dihexagonal ortogonal P             |
| XVI                       | Dihexagonal ortogonal     | ditrigonal ortogonal              | 22                           | 11               | 41                | 1                | Dihexagonal ortogonal P             |
| XVI                       | Dihexagonal ortogonal     | ditrigonal ortogonal              | 22                           | 11               | 16                | 1                | Dihexagonal ortogonal RR            |
| XVII                      | Ortogonal cúbico          | Ortogonal cúbico simple           | 24                           | 5                | 9                 | 1                | Ortogonal cúbico KU                 |
| XVII                      | Ortogonal cúbico          | Ortogonal cúbico simple           | 24                           | 5                | 96                | 5                | Ortogonal cúbico P, I, Z, F, U      |
| XVII                      | Ortogonal cúbico          | Ortogonal cúbico complejo         | 25                           | 11               | 366               | 5                | Ortogonal cúbico P, I, Z, F, U      |
| XVIII                     | Octagonal*                | Octagonal*                        | 26                           | 2 (+2)           | 3 (+3)            | 1 (+1)           | Octagonal P*                        |
| XIX                       | Decagonal                 | Decagonal                         | 27                           | 4                | 5                 | 1                | Decagonal P                         |
| XX                        | Dodecagonal*              | Dodecagonal*                      | 28                           | 2 (+2)           | 2 (+2)            | 1 (+1)           | Dodecagonal P*                      |
| XXI                       | Ortogonal diisohexagonal  | Ortogonal diisohexagonal simple   | 29                           | 9 (+2)           | 19 (+5)           | 1                | Ortogonal diisohexagonal RR         |
| XXI                       | Ortogonal diisohexagonal  | Ortogonal diisohexagonal simple   | 29                           | 9 (+2)           | 19 (+3)           | 1                | Ortogonal diisohexagonal P          |
| XXI                       | Ortogonal diisohexagonal  | Ortogonal diisohexagonal complejo | 30                           | 13 (+8)          | 15 (+9)           | 1                | Ortogonal diisohexagonal P          |
| XXII                      | Icosagonal                | Icosagonal                        | 31                           | 7                | 20                | 2                | Icosagonal P, SN                    |
| XXIII                     | Hipercúbico               | Hipercúbico octagonalc            | 32                           | 21 (+8)          | 73 (+15)          | 1                | Hipercúbico P                       |
| XXIII                     | Hipercúbico               | Hipercúbico octagonalc            | 32                           | 21 (+8)          | 107 (+28)         | 1                | Hipercúbico Z                       |
| XXIII                     | Hipercúbico               | Hipercúbico dodecagonal           | 33                           | 16 (+12)         | 25 (+20)          | 1                | Hipercúbico Z                       |
| Total                     | 23 (+6)                   | 33 (+7)                           |                              | 227 (+44)        | 4783 (+111)       | 64 (+10)         | 33 (+7)                             |